# Habitat
Habitat (von lateinisch habitare ‚bewohnen‘) bezeichnet in der Biologie den für eine bestimmte Art typischen Aufenthaltsbereich innerhalb eines Biotops, genauer den durch spezifische abiotische und biotische Faktoren bestimmten Lebensraum, an dem die Art in einem Stadium ihres Lebenszyklus lebt.
Der Begriff des Habitats wurde zunächst allein auf eine Art bezogen verwendet, also autökologisch. Insbesondere in englischsprachiger Literatur wird er auch in synökologischem Zusammenhang verwendet, gelegentlich synonym zu Biotop, so dass auch die Lebensstätte einer Gemeinschaft als Habitat bezeichnet wird. So definieren Campbell und Reece ein Habitat als einen räumlich abgrenzbaren Teilbereich eines Biotops. In der Botanik, speziell der Vegetationsökologie, wird anstelle von Habitat im autökologischen Sinne meist vom Standort gesprochen.

## Lebensraum von Tieren und Pflanzen
Unter einem Habitat wird laut Campbell und Reece (2009) der Lebensraum verstanden, den eine Auswahl von Tier- oder Pflanzenarten aus der Lebensgemeinschaft eines Biotops nutzt. Habitate bilden somit Teillebensräume in Biotopen. Die Auswahl wird häufig auf wenige Arten beziehungsweise eine Art begrenzt, wie „Habitat einer Art“. Je nach Nutzungsart und -zeit wird unter anderem zwischen Nahrungs-, Laich-, Brut- und Nisthabitaten beziehungsweise Sommer- und Winterhabitaten unterschieden.
Sehr kleinräumige oder speziell abgegrenzte Habitate werden als Mikrohabitate bezeichnet. Habitate, die den bevorzugten Lebensraum einer Art kennzeichnen, werden auch Vorzugshabitate, Biochorione oder Choriotope genannt. Sie werden in der Regel für größere, heterogen strukturierte Biotope angegeben. Extremophile Arten siedeln in extremen Habitaten, in Lebensräumen mit extremen Umweltbedingungen.
Umfasst der gesamte Lebensraum eines Individuums beziehungsweise einer Population mehrere unterschiedlich strukturierte Gebiete, so wird von komplementären oder Teil-Habitaten gesprochen. Sie lassen sich vor allem für mobile, wandernde Arten wie Fische oder Zugvögel bestimmen und können auch in voneinander getrennten Biotopen liegen. Teilhabitate lassen sich für alle Tiere finden, deren Habitat sich in funktionale Räume, zum Beispiel der Nahrungsaufnahme, der Fortpflanzung oder des Rückzugs, unterteilen lässt.
Im Zusammenhang mit (insbesondere jagdbaren) Wildtieren sind jägersprachlich die Bezeichnungen „Einstand“ und „Einstandsgebiet“ in Gebrauch. Solche Habitate bilden Schutz-, Deckungs- oder auch Ruhezonen. Die Fischfauna zum Beispiel benötigt Einstandshabitate auf oder nach kräftezehrenden Distanzwanderungen.

### Fauna-Flora-Habitat
Die Begriffe Fauna-Flora-Habitat und FFH-Gebiet werden umgangssprachlich verkürzend und unspezifisch für Gebiete von gemeinschaftlicher Bedeutung verwendet, das heißt Gebieten nach Richtlinie 92/43/EWG (Fauna-Flora-Habitat-Richtlinie). Gemeint sind Habitate von zumeist einzelnen Arten, die zum Zwecke der Arterhaltung in das europäische Schutzgebietssystem Natura 2000 aufgenommen wurden beziehungsweise werden.

### Habitatspezifität
Der Grad der Abhängigkeit von einem bestimmten Habitat wird Habitatspezifität genannt. Damit wird zum Beispiel bei Parasiten deren Abhängigkeit von bestimmten Körperregionen am oder im Wirtsorganismus beschrieben.

### Zur Wortherkunft
Die breite Verwendung des Begriffs Habitat in der Biologie geht auf den Naturforscher Carl von Linné zurück, der in seinem 1753 erschienenen Werk Species Plantarum bei seinen lateinischsprachigen Artbeschreibungen den Satz beziehungsweise Absatz zum Lebensraum der Art stets einleitete mit kursiv hervorgehobenem Habitat in … ‚Lebt in …‘ (Betonung auf erster Silbe, daher zum Beispiel spanisch hábitat). Diese Gepflogenheit ist bei späteren Artbeschreibungen beibehalten worden.

### Zum Bedeutungswandel
Sowohl im Deutschen als auch in anderen Sprachen – so im Französischen und Spanischen – wird der Begriff ursprünglich nur autökologisch verwendet, das heißt jedes Habitat ist ein Habitat einer Art. Die Verwendung in synökologischem Zusammenhang, bis hin zum Synonym für Biotop, ist vor allem auf den Einfluss aus dem englischen Sprachraum zurückzuführen.

### Habitattrennung
Mit Habitattrennung (Habitatfragmentierung) bezeichnet man den Vorgang, einen Lebensraum durch Straßen, Bahntrassen, oder auch Flüsse zu trennen. Diese Fragmentierung schränkt nicht nur die Bewegungsfähigkeit von Wildtieren ein, sondern schränkt dadurch auch die Anpassungsfähigkeit und damit das Überleben von Arten dramatisch ein. Habitattrennung führt daher schnell zum Verlust von Biodiversität und zum Artensterben.

## Lebensraum des Menschen
In der Anthropologie bezeichnet Habitat allgemein eine Wohnstätte wie ein Haus oder Zelt oder auch eine Siedlung des Menschen, als Wohnplatz, Ortschaft, Agglomeration oder landschaftstypische Wohnform, oder ein Siedlungsgebiet als eine von einer gewissen Bevölkerungsgruppe als Wohnraum genutzte Region. Auch eine Wohnstation auf einem anderen Himmelskörper im Weltraum wird Habitat genannt. In diesem Sinne werden Habitate des Menschen von der Siedlungsgeographie und Makrosoziologie untersucht.